# Амескуа, Эфраин
Эфраи́н Аме́скуа (исп. Efraín Amézcua, 3 августа 1907, Леон, Мексика — дата смерти неизвестна) — мексиканский футболист, полузащитник, участник чемпионата мира 1930 года.

## Биография
Эфраин Амескуа играл за мексиканский клуб «Атланте». В 1930 году представлял мексиканскую сборную на первом чемпионате мира по футболу в Уругвае. Провёл на турнире два матча против сборных Франции и Чили.
| Матчи и голы Эфраина Амескуа за сборную Мексики | Матчи и голы Эфраина Амескуа за сборную Мексики | Матчи и голы Эфраина Амескуа за сборную Мексики | Матчи и голы Эфраина Амескуа за сборную Мексики | Матчи и голы Эфраина Амескуа за сборную Мексики | Матчи и голы Эфраина Амескуа за сборную Мексики | Матчи и голы Эфраина Амескуа за сборную Мексики |
| ----------------------------------------------- | ----------------------------------------------- | ----------------------------------------------- | ----------------------------------------------- | ----------------------------------------------- | ----------------------------------------------- | ----------------------------------------------- |
| №                                               | Дата                                            | Место проведения                                | Соперник                                        | Счёт                                            | Голы                                            | Турнир                                          |
| 1                                               | 13 июля 1930                                    | Монтевидео, Уругвай                             | Франция                                         | 1:4                                             | -                                               | Чемпионат мира 1930                             |
| 2                                               | 16 июля 1930                                    | Монтевидео, Уругвай                             | Чили                                            | 0:3                                             | -                                               | Чемпионат мира 1930                             |

Итого: 2 матча / 0 голов; 0 побед, 0 ничьих, 2 поражения.